# Kevin McHale (glumac)
Kevin Michael McHale (14. lipnja 1988.) je američki glumac i pjevač. Najpoznatiji je po ulozi Artieja Abramsa u TV seriji "Glee".